# Gebriela Michajlowa
Gebriela Michajlowa (bulgarisch Гебриела Михайлова, englisch Gebriela Mihaylova; * 23. September 1996) ist eine bulgarische Tennisspielerin.

## Karriere
Michajlowa spielt hauptsächlich Turniere auf der ITF Women’s World Tennis Tour, wo sie aber bislang noch keinen Titel gewinnen konnte.
2011 spielte sie in Varna ihr erstes UTF-Profiturnier und erreichte 2012 erstmalig ein Hauptfeld im Einzel und 2012 das erste Mal die zweite Runde in einem Einzel-Hauptrundenfeld.
2017 stand sie im August im Einzelfinale des W15 in Istanbul, das sie mit 3:6 und 1:6 gegen Ekaterine Gorgodse verlor.
2018 stand sie zusammen mit ihrer Partnerin Petja Arschinkowa im April im Doppelfinale des W15 in Antalya, das die beiden mit 3:6 und 1:6 gegen Syna Schreiber und Lisa-Marie Mätschke verloren.
2019 stand sie im Einzelfinale des W15 in Antalya, das sie mit 1:6 und 1:6 gegen Seone Mendez verlor.
2023 erreichte sie im Januar zusammen mit ihrer Partnerin Denislawa Gluschkowa beim Magic Tours mit einem 6:2 und 6:0 Sieg über Alexandra Iordache und Beatrice Pirtac das Viertelfinale, wo die beiden dann gegen Oana Gavrilă und Sapfo Sakellaridi mit 2:6 und 0:6 verloren. Beim Magic Tours II eine Woche später schieden die beiden dann aber bereits in der ersten Runde gegen die an Position zwei gesetzte Paarung Oana Gavrilă und Sapfo Sakellaridi mit 2:6 und 3:6 aus. Im Juli verloren die beiden bei den Schönbusch Open ihr Erstrundenmatch mit 3:6 und 2:6 gegen Mana Kawamura und Ingrid Vojčináková. Eine Woche später bei den Tennis International Darmstadt verloren die beiden ebenfalls bereits in der ersten Runde gegen Indy de Vroome und Ivana Popovic mit 6:4, 1:6 und [5:10] sowie eine Woche später beim BMW AHG Cup Horb gegen Ewjalina Laskewitsch und Anastassija Solotarjowa mit 2:6 und 4:6. Im September verloren sie nochmals bereits in der ersten Runde der Favorit Open 2023 gegen Gergana Topalowa und Daniela Vismane mit 1:6 und 2:6.